# Henny Tegström
Henny Fredrika Tegström, född 17 juni 1872 i Luleå, död 26 maj 1943 i Alingsås, var en svensk fotograf, som tillsammans med sina systrar, var verksam i Luleå från 1890-talet och närmare 40 år framöver.

## Biografi
Henny Tegström var ett av sex barn till Fredrika Christina och Johan Wilhelm Tegström. Vid midnatt den 10 juni år 1887 slog lågorna upp genom taket på familjen Tegströms tvättstuga, mitt i centrala Luleå. I den friska vinden spred sig elden snabbt och den stora stadsbranden var ett faktum. Mer än hälften av staden låg i aska och skeppsredare Tegström med familj var bland hundratals andra bostadslösa.
Tre år efter branden öppnade Henny Tegström, 18 år gammal och just hemkommen från utbildning i Stockholm, en fotoateljé tillsammans med sina två systrar Alma, 27 år, samt mellansystern Agda, 22 år. Det var framför allt Henny Tegström som fotograferade, medan Alma mestadels arbetade med retuschering. Agda var husföreståndarinna och stod för den nödvändiga markservicen.
Firman Henny Tegström & Co blev på kort tid Luleås ledande fotoateljé. Redan 1894 belönades Henny Tegström med silvermedalj vid Luleå stads Industri- och slöjdutställning. Med tiden anställdes flera fotografibiträden, däribland Hulda Pettersson och Tyra Arvidsson. En av firmans många lärlingar var Lea Wikström, sedermera välkänd fotograf i Malmberget.
Henny Tegström & Co:s första ateljé låg på Torggatan 3, i övervåningen av ett bostadshus med höga sidofönster som släppte in dagsljuset. I de hyrda lokalerna låg verksamheten kvar fram till slutet av 1918, då firmans framgångar tillät inköp av en fastighet på Storgatan 16. På övre våningsplanet byggdes en  ny stor ateljé med lutande glasväggar. I byggnaden fanns även elektricitet indragen, men dagsljuset förblev viktigt för verksamheten. Under åren 1914–1924 hade firman även en filial i Gammelstad, troligtvis för fotograferingar i samband med söndagarnas kyrkobesök. Det privata sommarhuset Skogsbo uppfördes 1910, där systrarna Tegström vistades mycket under sin lediga tid.
När Luleå stad skulle fira 300-årsjubileum 1921 hade Henny Tegström & Co ensamrätt att dokumentera den stora utställningen som anordnats, vilket var ett tydligt tecken på firmans ledande ställning. Vid utställningen ställde Henny Tegström & Co även ut fotografier, såväl egna som en hel del äldre bilder som samlats in för ändamålet. Kollektionen, som vann stort erkännande, inkluderade exteriörer av Luleå gamla stad före och efter branden 1887, porträtt av kända män och representanter för handel, sjöfart och industri samt exteriörer av det samtida Luleå.
Henny Tegström & Co var inte den första, men väl den mest framstående fotoateljén i Luleå. Systrarna Tegströms fotografier dokumenterade staden och dess invånare under den expansiva period som kom att omvandla Luleå från småstad till industristad.
Jubileumsutställningen 1921 markerade höjdpunkten för den framgångsrika firmans karriär. År 1928 togs beslut att avveckla verksamheten. Ateljén togs över av Gustaf Holmström och i samma veva flyttades de skrymmande glasplåtarna till fastighetens uthus. Och tur var det, eftersom ännu en eldsvåda bröt ut år 1935. Branden och den efterföljande rivningen av huset hade kunnat ödelägga systrarnas arv. Men av en slump klarade sig uthuset och bilderna togs med tiden omhand av Helmer Widlund, som såg till att de bevarades.
Henny Tegström & Co:s fotografier finns i Luleå stadsarkivs ägo. Omkring 500 glasplåtar är bevarade med motiv som skildrar stadsmiljö, industri, handel och arkitektur, borgerskap, kungabesök och festligheter som exempelvis Barnens dag. Tegström fångade med sin kamera flera vyer över staden från domkyrkans torn, men även krigstid och dramatiska händelser som branden på Altappen 1908, fotograferad från andra sidan fjärden. Bilder från firman publicerades exempelvis i Idun. Dessutom finns hundratals porträttbilder i visitkortsstorlek bevarade.
Efter firmans avvecklande ägnade sig systrarna åt diverse ideella engagemang. Även här var Henny Tegström den mest synliga utåt. Under 1920- och 1930-talet var hon medlem i Norrbottens läns hembygdsförening, den organisation som med tiden delade sig i Norrbottens museum och Norrbottens hembygdsförbund. Hon tillhörde styrelsen för Luleå Allmänna valmansförening och engagerade sig i den moderata kvinnoförening som bildades i staden 1933. Hon valdes in i kyrkofullmäktige i Luleå 1934 och var dessutom suppleant i barnavårdsnämnden. I Luleå stads barnkoloni Vallen satt hon som styrelseledamot under 1930-talet.
Systrarna Tegström förblev ogifta livet ut. De arbetade och levde tillsammans och på ålderns höst beslöt sig alla tre för att flytta närmare resten av sin kvarlevande familj. I Alingsås bodde brodern Carl-Erik Tegström med sin familj. I augusti 1936 gick därför flytten söderut till Alingsås. Där avled Henny Tegström 1943, Alma fyra år senare och Agda 1953. Alla tre har fått sin sista vila i familjegraven på Innerstadens kyrkogård i Luleå.